# 陈修范
陈修范（1934年—），浙江省余姚县浒山镇（今属慈溪市）人，生于南京。著名女花鸟画家、工笔画家，现任江苏花鸟画研究会名誉会长。

## 生平
她的祖籍是浙江省余姚县浒山镇（今属慈溪市），其父花鸟画大师陈之佛在她出生时任中央大学教授，故生于南京。1950年，考入苏州美专(后为上海华东艺专)，1955年毕业。入上海人民出版社任美术编辑，创作连环画。再调入江苏人民出版社任编辑。继承家学专攻花鸟画、工笔画，亦擅长书法小楷，山水画也别具一格。现为中国美术家协会会员，因花鸟画成就亦任江苏省花鸟画研究会名誉会长。

## 吴冠中考卷
陈家藏一份民国时期考卷，不知答卷学生为谁。陈父陈之佛在任中央大学教授及國立藝術專科學校校长时，曾任民国出国留洋官费考试阅卷官，当他见到吴冠中考卷时，毛笔抄录吴此份1700余字考卷，并批注“三五年（1946年）官费留学考试美术史最优试卷”，吴冠中因此考取美术科第一名，得以留学法国深造西方艺术。吴冠中后来回忆自己人生时提到此次经历，陈修范联系吴冠中得求证这就是吴当年的试卷。

## 代表著作
- 《陈之佛研究》
- 《陈之佛文集》
- 《陈之佛工笔花鸟画集》[2]